# Czapiewski III
Czapiewski III (Zuroch-Czapiewski, Żuroch-Czapiewski) – kaszubski herb szlachecki.

## Opis herbu
Opis z wykorzystaniem zasad blazonowania, zaproponowanych przez Alfreda Znamierowskiego:
W polu niewiadomym jednorożec wspięty, stojący na półksiężycu, ponad nim, z lewej półksiężyc w lewo, z gwiazdą w środku. Klejnotu, hełmu, korony i labrów brak.

## Najwcześniejsze wzmianki
Herb znany z materiałów zebranych przez pana Jana T. Czapiewskiego (Żuroch), opublikowany przez Przemysława Pragerta. Informacje o nim przekazywał też Emilian Szeliga-Żernicki (Der polnische Adel, Die polnischen Stamwappen).

## Herbowni
Czapiewski (Czapienski, Czapiewsky, Czapiński). Rodzina używała też licznych przydomków: Gran (Gron, Grzanka), Jajeczek, Prusak (Pruszak), Wnuk, Złosz, Janta, Paszk, Ranoch (Renoch), Rumel, Samek (Zamek), Stosz (Wstosz), Ukleja, Wojan (Wojen), Żłop, Żuroch.
Ten konkretny herb odcisnął na pieczęci członek gałęzi o przydomku Żuroch. Tej samej rodzinie przypisywano także Leliwę, Sasa i inny herb własny, Czapiewski II. 
Nieznany Czapiewski posłużył się pieczęcią z herbem Czapiewski. Granom Żernicki przypisywał także Drzewicę, oraz herb własny, Gran. Natomiast według polskich autorów, rodzina ta używała herbu Jastrzębiec (Borkowski, Boniecki). Jantowie używali herbu Janta vel Białk (Żernicki). Pruszakowie mieli używać herbu Leliwa, przypisywano im też herb Pielesz. Zachowały się odciski pieczęci z herbami Wnuk-Czapiewskich i Złosz-Czapiewskich. Ci ostatni mieli, razem z Żłop-Czapiewskimi, posługiwać się także Brochwiczem III, albo Ostoją. Ponadto, Czapiewscy z poznańskiego, nie wiadomo czy spokrewnieni z kaszubskimi, używali Pomiana.